# 大惡臭

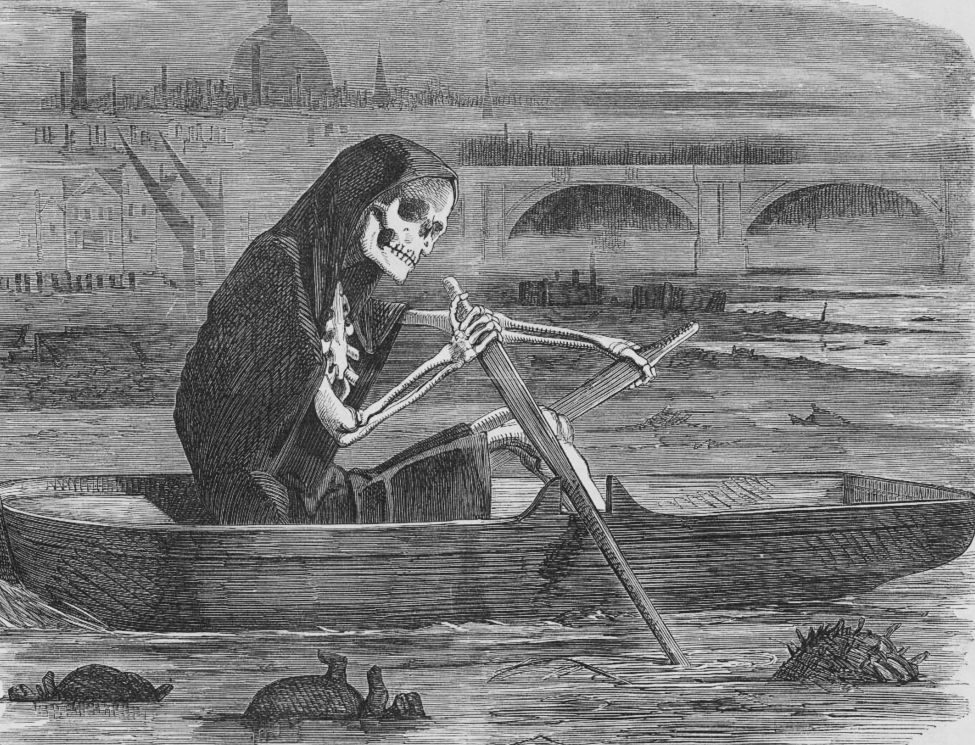
1858年漫畫《沉默的攔路強盜》，描繪死神在泰晤士河收割未支付河流清理費的倫敦人生命

大惡臭（英語：Great Stink）是1858年7月至8月中倫敦發生的環境災難，當時大量排泄物和工業廢水未經處理直接排入泰晤士河，適逢夏季高溫，細菌滋生致使倫敦臭氣熏天。始建於17世紀的泰晤士河兩岸污水渠設計還不完善，又經兩個世紀老化，污水直接入河。問題累積多年未有嚴重影響，但污水渠系統升級方案遲遲未獲批准導致問題加劇。人們擔心污水形成的瘴氣會傳染疾病，亦認為事發前的三場霍亂與泰晤士河的狀況有關。
事後，國家和地方官員因懼怕臭味及後續影響而積極採取行動。當局接受土木工程師約瑟夫·巴澤爾傑特建議，在河流兩岸修建排污網絡及截流管道，將污水向東排放到都會區外的排污口。渠務工程於1859年初展開，1875年竣工。為了加強排污效能，巴澤爾傑特在系統內增設兩座泵站，以便將污水從低地管道抽升至高地管道。克羅斯內斯泵站和阿貝米爾斯泵站均出自巴澤爾傑特和另一位工程師查理斯·戴華亞之手，它們後來均被英格蘭遺產委員會列為登錄建築。巴澤爾傑特其後再在泰晤士河以北一帶修築維多利亞堤岸、切爾西堤岸和阿爾伯特堤岸，以便在當區鋪設低地管道。
巴澤爾傑特的渠務系統除了確保污水不再傾倒在泰晤士河岸邊，還令霍亂在倫敦徹底成為歷史。歷史學家約翰·多克薩特認為，巴泽尔杰特拯救了无数人的生命，他的贡献是其他任何维多利亚时代的官员都无法比拟的。渠務系統直至現今仍在運行，服務著這座超過850萬人的城市。歷史學家彼得·阿克羅伊德認為巴澤爾傑特是拯救倫敦的英雄。

## 背景
在17世紀，倫敦就開始修建紅磚下水道，在百年間就建成了逾百條，當中遮蓋了弗利特河和沃爾布魯克河部份河段。到1856年，倫敦已有約20萬個污水池和360條下水道，但維修狀況參差不齊，部分污水池不時洩漏甲烷和其他氣體，甚至爆炸起火，造成人員傷亡。19世紀早期，倫敦的供水系統也漸見改善。1858年，市內許多中世紀木水管都換成鐵製品。供水系統改善，加上抽水馬桶的引入流通和城市人口膨脹，導致更多生活污水流入下水道。另外，工廠、屠宰場和其他工業活動的廢水進一步為下水道系統帶來壓力，令情況雪上加霜。大部分污水要麼溢出倒灌至街道上，要麼直接傾注入泰晤士河。
1855年7月，科學家麥可·法拉第致信《泰晤士報》，描述當時考察泰晤士河的情況，表示河流狀況令人震驚。為了「測試河流混濁度」，他將幾張白紙扔進河裡，結果下沉不到2.5厘米（1英寸）就不見蹤影。他在信中指出：「污物在橋樑附近捲成雲團形狀，我甚至能在水面輕易看到它們，可證其濃稠程度......河流氣味非常難聞，是整個水域的通病。它的氣味與從街上溝渠冒出來的簡直一模一樣。當時整條河猶如真正的下水道。」1857年，市政府無法忍受河流惡臭，於是將白堊石灰、漂白粉和石炭酸倒入河道，試圖消減臭味。
當時英國正處於維多利亞時代，醫療衛生從業員大多認為傳染病傳播是基於瘴氣理論，即大多數傳染病是由吸入受污染的空氣而引起。傳染源包括腐屍、污水氣味、腐爛植物、患者飛沫等。19世紀，霍亂開始在歐洲流行蔓延，染疫人數不斷上升。霍亂傳播速度快且死亡率高，弄得人心惶惶，不少人更認為瘴氣是其傳播載體。
1831年，倫敦爆發首次重大霍亂疫情，造成6,536人死亡。1848至1849年，倫敦爆發第二次霍亂疫情，造成14,137人死亡。1853至1854年，霍亂三度爆發，10,738人染疫死亡。第二次爆發期間，倫敦醫生約翰·斯諾留意到部分由蘭貝斯、南華克以及沃克斯豪爾三間公司供水的地區，霍亂患者的死亡率比其他地區高。1849年，斯諾發表了題為《霍亂傳播模式研究》的論文，提出疾病通過水源傳播而非瘴氣的理論，但當時未獲重視。在1854年寬街霍亂爆發事件後，斯諾發表第二版論文，添加了寬街事件的水污染調查內容。斯諾判斷寬街的公共水泵是污染源，並成功說服當局移走水泵手柄，從而阻止居民飲用被污染的水。事後，霍亂患者的死亡率下降，疫情得以遏止，並發現源頭是抽水井附近的一段下水道發生滲漏。

## 地方政府
19世紀，負責監督倫敦下水道管理的市政基礎設施歷經數次改革。1848年，在社會改革家愛德溫·查德威克及皇家委員會的敦促下，大都會下水道委員會正式成立。委員會取代了八個倫敦下水道管理機構的其中七個，是自亨利八世以來首次有單一機構完全控制首都的衛生設施。1844年的《建築法》規定所有新建的排污系統必須連接下水道而非污水池，委員會於是著手將污水池連接至下水道，甚至完全拆除它們。但是，委員會擔心下水道的瘴氣會傳播疾病，因此查德威克及其繼任者病理學家約翰·西蒙均保證會定期沖洗下水道，但此舉卻導致更多污水流進泰晤士河。

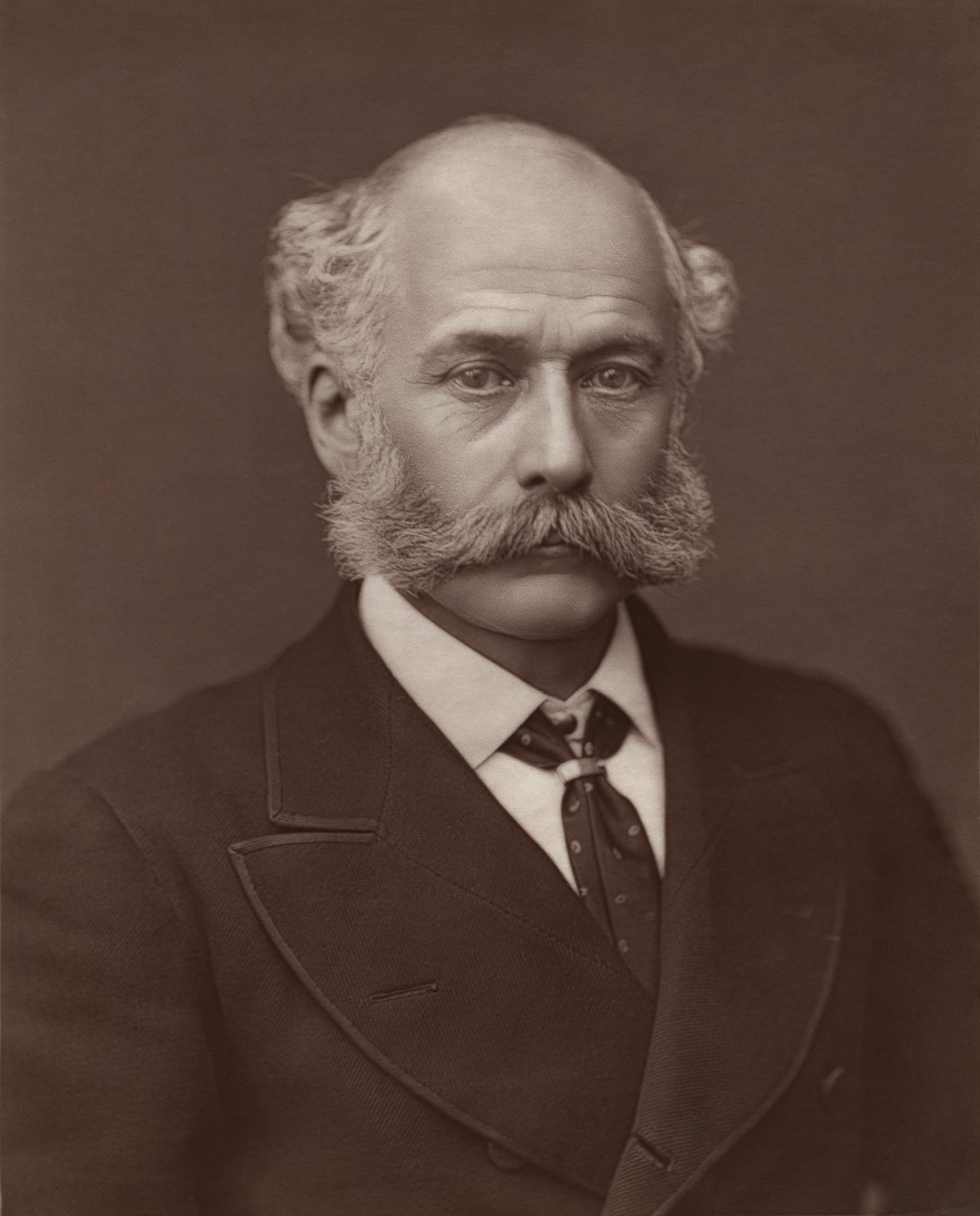
1870年代的約瑟·巴泽尔杰特

1849年8月，委員會任命约瑟夫·巴泽尔杰特為助理測量師。巴泽尔杰特一直在鐵路業擔任顧問工程師，後來因過度勞累導致健康狀況嚴重惡化，才不得不退下火線。擔任委員會成員是他重返職場後的首份工作。在總工程師弗蘭克·福斯特領導下，巴泽尔杰特想為城市下水道規劃得更有條理，但福斯特在期間承受巨大的工作壓力，最終在1852年離世。巴泽尔杰特其後接替已歿的福斯特出任總工程師繼續計劃和完善下水道系統。1855年的《大都會管理法》以大都會工程委員會取代原本的大都會下水道委員會，並接管後者的職能。
1856年6月，巴泽尔杰特完成下水道系統的最終方案。方案提議設立直徑0.9米（3英尺）的小型本地下水道，污水會經這些管道流入一系列大型污水截流管，再輸送至高3.4米（11英尺）的主排污管。河流兩岸的污水則由北部排污口和南部排污口兩大系統管理。倫敦劃為高、中、低三個區域，每個區域都有一條主要的截流管，另計劃建造一系列泵站以清除城市東部的污水。巴泽尔杰特的方案建基於福斯特的遺產，但規模更大，容許的人口增長數量亦比福斯特為多（從3萬至450萬）。巴泽尔杰特其後將方案提交給首席工程專員本傑明·豪爾爵士，但豪爾對於下水道排污口仍處於首都範圍內的設計有保留，故無法接受方案。討論期間，巴泽尔杰特按照豪爾的要求改善方案。1856年12月，豪爾將計劃上交至由三名顧問工程師組成的小組，成員包括英國皇家工兵部隊的道格拉斯·高爾頓上尉、在兩家自來水公司擔任土木工程師的詹姆斯·辛普森、肯尼特和雅芳運河的總工程師湯馬士·布萊克伍德。1857年7月，小組向豪爾提交報告，建議更改排污口的位置。同年10月，豪爾將報告轉交大都會工程委員會。小組建議的排污口屬開放式下水道，而且比委員會提議的位置遠24公里（15英里），導致整個計劃的成本超過540萬英鎊，大幅超過巴澤爾傑特原來方案的最高估值240萬英鎊。在1858年2月的大選中，由巴麥尊勳爵領導的輝格黨政府垮台，取而代之的是由士丹利勳爵籌組的第二次德比—迪斯雷利內閣，其中約翰·曼納斯勳爵接替豪爾，而本傑明·迪斯雷利則出任下議院領袖和財政大臣。

## 1858年6至8月
多年來污水一直傾入泰晤士河，但直到1858年中期當局仍未採取任何行動解決問題。作家查理斯·狄更斯在他的長篇小說《小杜麗》（連載於1855年至1857年）中，描述泰晤士河「本來十分清澈，但漸漸演變成一條致命的下水道」。狄更斯在致信友人時提及過河的經歷，指臭氣熏得他頭昏腦漲，胃裡難受。社會科學家和記者喬治·戈德溫則指泰晤士河潮間帶「部分沉積物深度超過1.8米（6英尺）」，而且「整片區域都充滿髒物」。1858年6月，倫敦在天晴時溫度一度升至48°C（118°F），而天陰時則下跌至平均34°C至36°C（93°F至97°F）。持續高溫加上長時間的乾旱，導致河流水位急劇下降，而經由下水道排出的污水則留在河岸上。維多利亞女皇和阿尔伯特亲王本來打算乘船遊覽泰晤士河，但最終不敵河上惡臭，短短幾分鐘就回到岸上。新聞界很快就將河流的臭味問題稱為「大惡臭」：《城市新聞》的社論指臭味是「無法以文雅之辭形容，總之就是很臭，一旦吸入便刻骨銘心，若你歷經此事卻大難不死，實屬好運」，獲《標準報》的作家認同；一位報章記者將河流形容為「傳播疾病和斑疹傷寒的元兇，令人憎惡」，另一位就指「河流排出的有毒氣體與流入污水的增加成正比」；《倫敦新聞畫報》的社論亦批評政府：
我們能殖民至地球盡頭，我們能征服印度，我們能付清債務，我們能向世界宣揚我們的名聲、榮譽和無盡的財富，但偏偏我們沒辦法把泰晤士河弄乾淨。
河流惡臭問題在6月愈發嚴重，甚至影響坐落河畔的下議院。強烈的氣味干擾議員的集中力，令他們無法議事。為此，大樓職員將窗簾浸透漂白劑再掛到窗邊，試圖防止臭味滲入。可惜的是，相關措施並未見效，議員更一度討論是否應將行政機關轉移至牛津或聖奧爾本斯。根據《觀察家報》的報導，下議院領袖迪斯雷利在進入會議室後不久就與其他委員會成員一同離開，氣味之濃烈更導致他「一手抱著一大堆文件，一手用口袋巾掩蓋口鼻」。惡臭中斷下議院的立法工作，部分議員因而提出質詢。按《漢薩德英國議會議事錄》所記載，國會議員約翰·布雷迪將議員因惡臭無法使用會議室和圖書館的事告知曼納斯勳爵，並詢問他「有否採取任何措施來減輕惡臭及其衍生的滋擾」。曼納斯回答布雷迪時指泰晤士河並不在他的管轄範圍內。四日後，另一位議員質問曼納斯：「在有悖常理的創造力下，一條高貴的河流竟淪為污水池。故此，我想請問女王陛下政府會否打算採取任何措施來消弭災禍？」曼納斯則指女王陛下政府與泰晤士河的狀況沒有任何關係。諷刺類雜誌《笨趣》評論道：「上下兩院最引人入勝的話題......是毒藥陰謀。泰晤士老人證據確鑿，無從抵賴。」
臭味極其嚴重的時候，工人會在泰晤士河排污口附近撒下約203至254公噸（200至250英噸）的石灰，又在退潮時將石灰撒在河流潮間帶，所需費用為每週1,500英鎊。6月15日，迪斯雷利向國會提交《大都會地方管理修正案》，屬1855年《大都會管理法》的擬議修正案。在開場辯論中，他稱泰晤士河為「冥河」，並指它「散發著難以言喻和無法容忍的恐怖」。修正案將清理河流的責任歸於大都會工程委員會，並規定排污口應「盡可能」設於倫敦的邊界之外。另外，修正案允許委員會借款300萬英鎊，償還方法則是在接下來的40年間向倫敦所有家庭徵收3便士稅款。這些條款對巴澤爾傑特在1856年提出的原始方案極有利，並解決了豪爾提出的反對意見。《泰晤士報》的社論指「議會幾乎被迫以立法來對抗遭惡臭滋擾的倫敦」。議會法案於7月下旬舉行辯論，並於8月2日通過成為法律。

## 渠務工程

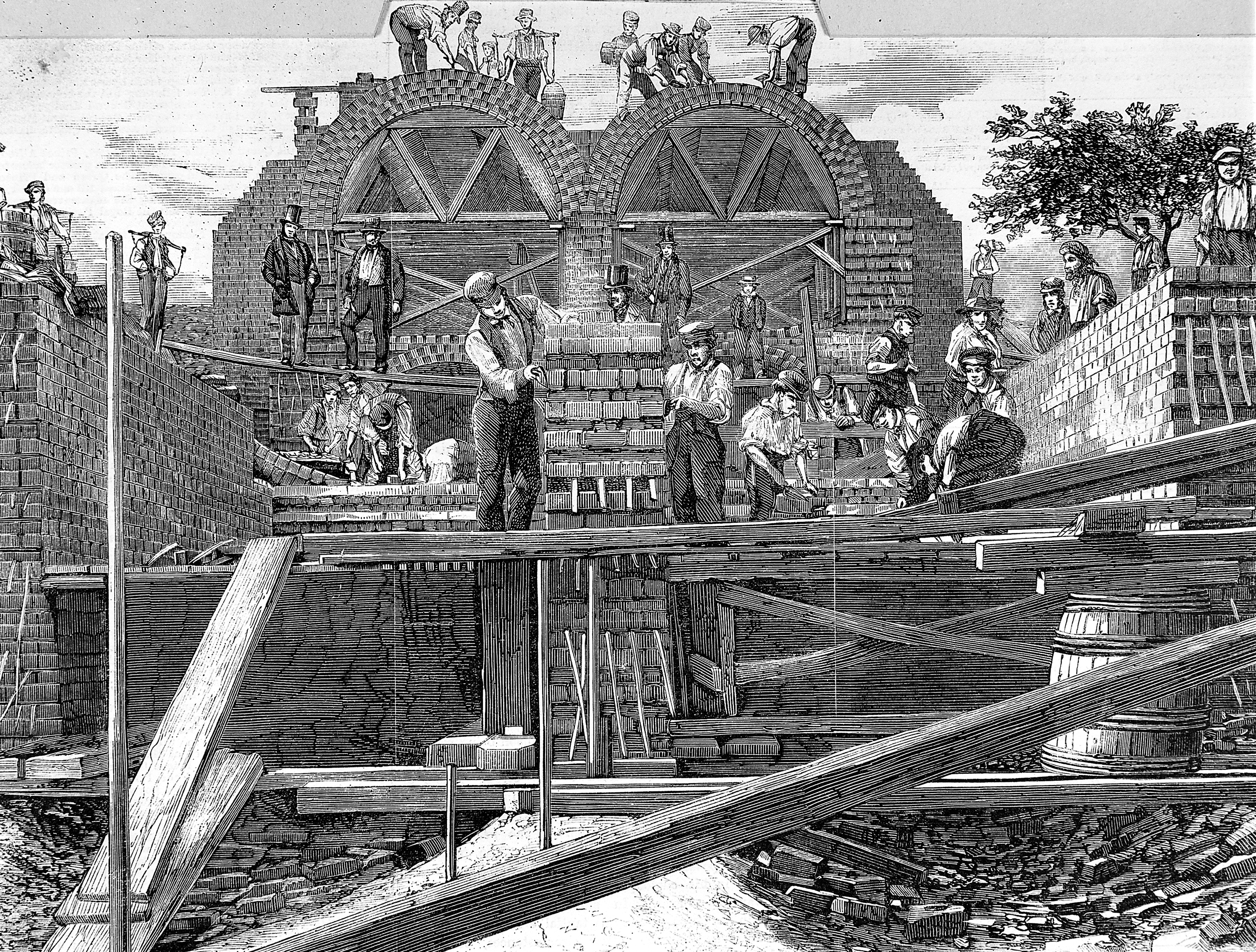
1859年東倫敦舊福特和堡區附近的下水道修建工程

巴澤爾傑特的計劃聚焦於建造1,800公里（1,100英里）用作收集污水和雨水的額外下水道，並將它們接駁至長132公里（82英里）且互相連接的主要截流管。計劃在1859年至1865年間招標，多達400名製圖師在建築過程的首個階段參與繪製詳細平面圖和剖面圖。過程出現不少挑戰，特別是倫敦部分地區（包括蘭貝斯和皮姆利科周邊地區）位於高水位線以下。為此，巴澤爾傑特在規劃低地區域時將位於區域最高點的低地截流管道抬升並接駁中高位管道，然後借助重力以每公里38厘米（每英里2英尺）的坡度將污水輸送至東部排污口。
巴澤爾傑特傾向在施工過程使用波特蘭水泥，因為它比常規水泥堅固，但過熱時強度會變弱。為克服困難，他建立了品質管制系統來測試不同批次的水泥，將結果反饋給製造商以修改生產流程並改良產品。歷史學家斯蒂芬·哈利戴稱巴澤爾傑特此舉是「詳盡」和「嚴厲」。其中一間水泥製造商指委員會是首個使用這類品質測試的公共機構。巴澤爾傑特的工程進展獲得媒體好評，《觀察家報》更在1861年的報導將下水道網絡的進展描述為「現代最昂貴、最精彩的作品」；建築史學家保羅·多布拉什切克指媒體形容建築工人對下水道工程極之重要，並輔以插圖塑造出他們「正面甚至英勇光明」的形象。由於建築成本過高，委員會在1863年7月再借款120萬英鎊來支付工程成本。

### 南部排污網絡
南部排污網絡覆蓋人口較少的倫敦郊區，是整個方案中較小且較易修築的部份。三條污水截流管分別始於帕特尼、旺茲沃思、南諾伍德，並於德普特福德連接起來，泵站再將污水抽升6.4米（21英尺）進入主排污管，污水經此流往設於艾里斯沼澤的克羅斯內斯泵站，並在漲潮時排入泰晤士河。新建的克羅斯內斯泵站由巴澤爾傑特和顧問工程師查爾斯·戴華亞聯手設計，後者偏好以鑄鐵作為建築材料並以此聞名。泵站採用羅馬式建築風格，內有壯觀的鑄鐵製品，被英格蘭遺產委員會評為重要建築。泵站設有四台巨型天平式動力機來運送大量污水，它們名為維多利亞、皇夫、阿爾伯特·愛德華、亞歷珊卓，均由詹姆斯瓦特公司製造。
1865年4月，在威爾斯親王愛德華（即後來的愛德華七世）的主持下，泵站正式啟用。其他皇室成員、國會議員、倫敦金融城市長、坎特伯雷大主教和約克大主教均有出席，典禮過後亦在內舉行了為數五百人的晚宴。典禮標誌著南部排污網絡正式完工並開始運行。

倫敦地下排污系統簡圖，圖中深黑色線條為巴澤爾傑特的排污網絡

隨著南部排污口的落成，一位名叫米勒的議員（他同時是委員會成員）提議以獎金獎勵巴澤爾傑特。委員會同意，並準備給予巴澤爾傑特6,000英鎊獎金（他年薪的三倍），而他的三名助手則能攤分4,000英鎊。不過這個想法備受批評，委員會只得作罷。哈利戴觀察到當時輿論認為「當節儉成為公共財政支出的主要特色時，這明確表示公眾對這項工程的利益和認可有著一定深度。」

### 北部排污網絡
泰晤士河以北人口較多，佔倫敦人口三分之二，因此工程人員必須在擁擠的街道上施工，並需要克服運河、橋樑和鐵路等城市障礙。工程於1859年1月31日展開，但承建商在施工期間遇上許多問題，例如1859年至1860年的工潮、酷寒和特大降雨等。1862年6月，倫敦出現特大降雨，以致工人在重建弗利特下水道時發生工業意外。當時克勒肯維爾正有兩項工程，分別是北部排污網絡的深層挖掘，以及大都會鐵路（即現今的大都會線）的挖掘，期間分隔兩邊高2.6米（8.5英尺）的石牆突然倒塌，損毀渠道，污水湧至維多利亞街，破壞了煤氣管和食水管。
高地截流管位於施工範圍的最北端，它始於漢普斯特德荒野，途經斯托克紐因頓和維多利亞公園等地，最終與中層管道的東端接駁。中層截流管始於貝斯沃特以西，並沿著牛津街穿過克勒肯維爾和貝思納爾綠地，最終與高地管道交匯。合流後的污水截流管會通往位於史特拉福的阿貝米爾斯泵站，並在該處與低地截流管的東端接駁。泵站內的八台天平式動力機將污水從低地管道抽升11米（36英尺）進入主排污管，主排污管再沿著「綠道」流往8公里（5英里）外設於貝克頓的排污口。
與克羅斯內斯泵站一樣，阿貝米爾斯泵站都是出自巴澤爾傑特和戴華亞之手。動力機房中央位置的上方是個華麗的圓頂，建築史學家多布拉什切克認為這個設計令泵站「表面上看起來像拜占庭教堂」。另一位建築史學家尼古拉斯·佩夫斯納在其著作《英格蘭建築》形容泵站是「一種非正統的組合，略帶意大利哥德式建築風格，但築有多層拜占庭式窗戶和中央八角形燈籠，反而增添了親切的俄羅斯風味」，但亦指這座建築物展示了何為「令人興奮的建築卻應用於最骯髒的目的」。
為了鋪設低地污水截流管，巴澤爾傑特在1864年2月開始沿泰晤士河岸建造三個堤岸。他在北邊修築了兩個堤岸，分別是由西敏至黑衣修士橋的維多利亞堤岸，以及從磨坊岸至卡多根碼頭的切爾西堤岸，並在南邊修建覆蓋西敏橋蘭貝斯一端至沃克斯霍爾的阿爾伯特堤岸。鋪設時，他沿著河流潮間帶築起圍牆，將排污管道置於原本河岸和圍牆之間，再在其中塞入填充物料。三項工程合共佔用河流超過21公頃（52英畝）土地。維多利亞堤岸修建時，西敏至倫敦金融城之間的交通擠塞亦有好轉。堤岸工程成本估計為171萬英鎊，其中45萬英鎊用於回購河邊必要的物業，當中大多是輕工業用地。阿爾伯特堤岸和切爾西堤岸分別在1869年11月和1874年7月落成開放，由於堤岸工程屬國家重要項目，所以由女皇主持啟用禮，但1870年7月竣工的維多利亞堤岸的啟用禮卻因女皇生病無法出席，改由威爾斯親王代為主持。
巴澤爾傑特形容堤岸項目是「一項較困難和複雜的工程......（大都會工程委員會）不得不做」。在切爾西堤岸啟用後不久，他就獲封為下級勳位爵士。1875年，西部排污工程竣工，北部排污網絡正式投入運行。整個渠務工程用了3.18億塊磚頭，以及67萬立方米（88萬立方碼）混凝土和砂漿；總成本約650萬英鎊。

## 後續

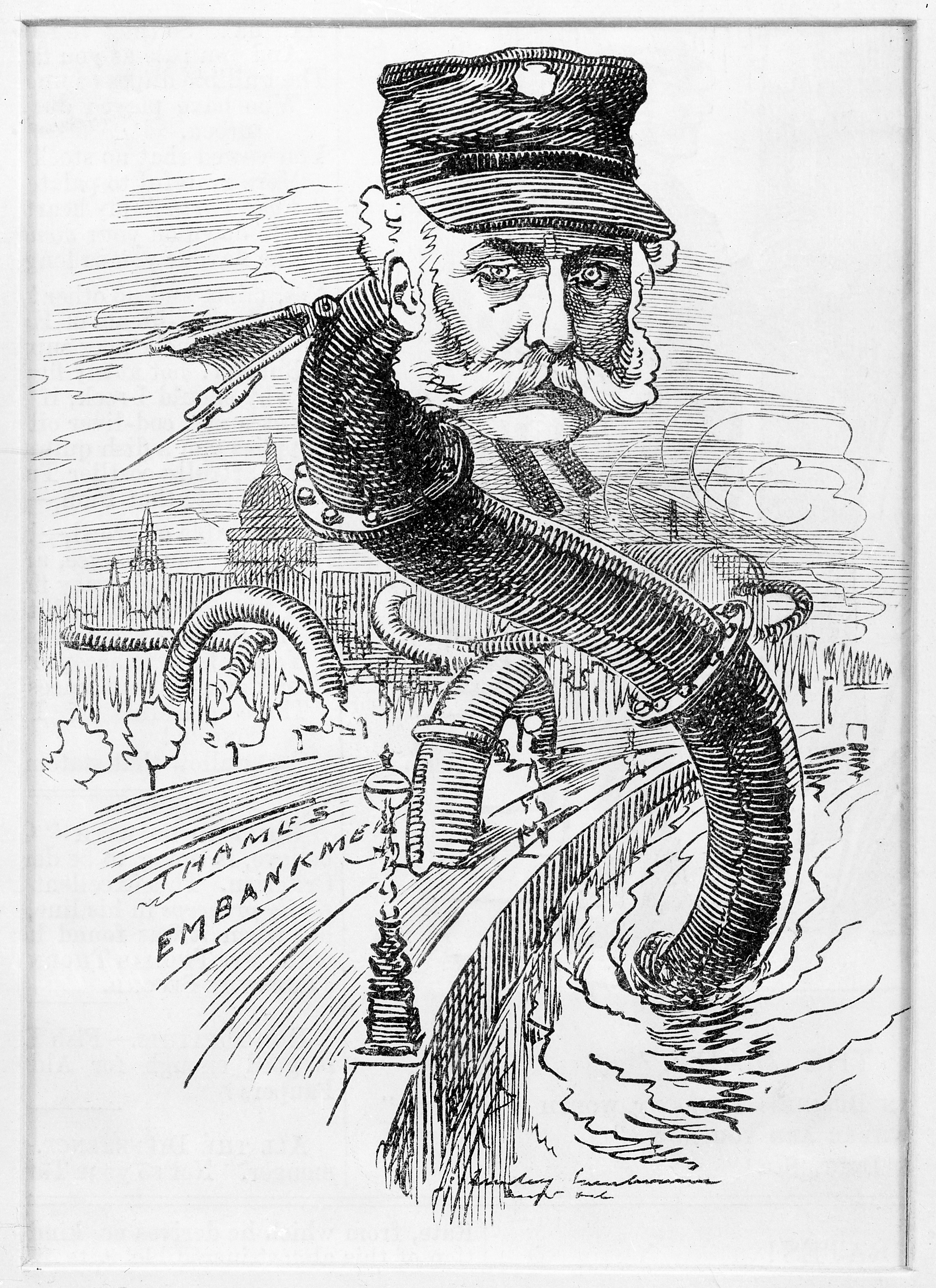
1883年《笨趣》刊登的漫畫形容巴澤爾傑特是「下水道之蛇」

1866年，倫敦東區阿爾德門至堡區一帶爆發霍亂，5,596人染疫死亡。當時該區屬於倫敦的一部份，但未有與巴澤爾傑特的排污網絡連接。該區死於霍亂的患者人數佔整體93%。調查發現，東倫敦水務公司將污水排放到水庫下游800米（0.5英里）處，但漲潮時污水又會回流入水庫污染飲用水水源。自此，人們才開始承認污水傳播霍亂一說。醫學期刊刊登了流行病學家威廉·法爾的調查細節，並稱其報告「將令他所得出有關供水對流行病影響的結論變得不可抗拒」。此後，霍亂徹底成為歷史，再也沒有在倫敦出現。
1878年，愛麗絲公主號遊輪與百威爾城堡號運煤船在泰晤士河相撞，前者迅速下沉，大約650名乘客在事故中喪生。事故發生在排污口附近，當時有大量未處理污水從該處噴湧而出，令媒體懷疑有毒污水就是乘客的其中一個死因。1880年代，人們擔憂排污口會為他們帶來潛在健康問題，所以大都會工程委員會放棄多年來將未處理污水排放到河中的做法，改為先淨化克羅斯內斯和貝克頓的污水，再用六艘污泥船將污泥運到北海傾倒。1887年首艘污泥船巴澤爾傑特號投入運作，直到1998年12月政府下令停止傾倒並改用焚化爐處理污泥為止。下水道先後在19世紀末和20世紀初擴建。排污系統現時由泰晤士水務公司管理，每日用量高達850萬人，公司亦正致力「改善系統以滿足21世紀倫敦的需求」。
克羅斯內斯泵站持續運作至1950年代中期後退役，站內的動力機日久失修且體積過大，所以工人未有拆除，只拆走其他更有價值的金屬物品。1970年6月，公共建築工程部（後演變為英格蘭遺產委員會）將泵站列為I級登錄建築。之後泵站和動力機由克羅斯內斯動力機信托修復，約瑟·巴澤爾傑特的玄孫、電視公司董事長彼得·巴澤爾傑特擔任信托總裁。另一方面，阿貝米爾斯泵站的部分設施時至今日仍然肩負著將污水輸送至貝克頓污水處理廠的使命。第二次世界大戰期間，政府擔心泵站兩座大型煙囪會成為納粹德國空軍的導航地標，因此下令拆除。1974年11月，工務部將泵站列為II*級登錄建築。
歷史學家約翰·多克薩特（John Doxat）指出，巴澤爾傑特為首都帶來綜合且功能齊全的下水道系統，又令相關的霍亂病例下降，故認為他「可能比維多利亞時代的任何一位官員做得更好，挽救更多生命」。巴澤爾傑特在委員會工作至1889年，期間重建了三座橫跨泰晤士河的橋樑：普特尼橋、漢默史密斯橋、巴特西橋，它們分別在1886年、1887年、1890年恢復運作。1884年，巴澤爾傑特獲任命為土木工程師學會主席。1891年3月，巴澤爾傑特辭世，《倫敦新聞畫報》在訃告上寫道「他美化了倫敦，並排乾了倫敦，這是他的兩項偉大成就」；時任土木工程師學會主席約翰·庫德爵士表示巴澤爾傑特的作品「將永遠成為突顯他技能和專業能力的紀念碑」；《泰晤士報》的訃告則指「一千年後，當新西蘭人來到倫敦時......構成泰晤士堤岸的巨大花崗岩塊將仍然保持其極好堅固性和完美對稱性」，又認為「倫敦人腳下的大型下水道......使他們增壽約20年」。為了紀念巴澤爾傑特，雕塑家喬治·布萊卡爾·西蒙茲設計了一塊由青銅肖像組成的紀念碑。1901年，聳立在維多利亞堤岸的巴澤爾傑特紀念碑正式揭幕。歷史學家彼得·阿克羅伊德一直研究倫敦地下史，他認為巴澤爾傑特憑藉其作品（特別是維多利亞堤岸和亞厘畢堤岸），足以「與约翰·纳什和克里斯多佛·雷恩一同進入倫敦英雄的萬神殿」。

## 外部連結
- The Great Stink （页面存档备份，存于） （英文）
- London's 'Great Stink' and Victorian Urban Planning （页面存档备份，存于） （英文）